# روفوت
روفوت هي بلدة في مقاطعة أنديجان في ولاية أنديجان في أوزبكستان.